# Gran Premio del Canada 1976
Il Gran Premio del Canada 1976 è stata la quattordicesima prova della stagione 1976 del Campionato mondiale di Formula 1. Si è corsa domenica 3 ottobre 1976 sul Circuito di Mosport. La gara è stata vinta dal britannico James Hunt su McLaren-Ford Cosworth; per il vincitore si trattò del sesto successo nel mondiale. Ha preceduto sul traguardo il francese Patrick Depailler su Tyrrell-Ford Cosworth e lo statunitense Mario Andretti su Lotus-Ford Cosworth. Per la McLaren si trattò del ventesimo successo nel mondiale di F1.

## Vigilia

### Sviluppi futuri
La Scuderia Ferrari liberò per il 1977 Clay Regazzoni. Il ticinese fu vicino alla firma con McLaren e Brabham.

### Gran Premio di Gran Bretagna
In merito al Gran Premio di Gran Bretagna, gara vinta da James Hunt, davanti a Niki Lauda e Jody Scheckter, la FIA, il 24 settembre,  decise per la squalifica di Hunt, reo di aver utilizzato il muletto al fine di riallinearsi sulla griglia di partenza. Subito dopo la gara erano stati inviati diversi reclami in merito alla decisione di riammettere al via Hunt. Inizialmente tali reclami erano stati rigettati dalla direzione di corsa, che confermava invece la squalifica di Regazzoni e Laffite.
In tal modo Lauda salì in classifica a 61 punti, contro i 47 di Hunt e i 40 di Scheckter. Essi erano gli unici tre conduttori che potevano ancora vincere il campionato piloti.

### Analisi per il campionato piloti
A tre gare dal termine Lauda avrebbe potuto già laureearsi campione del mondo piloti. Il regolamento del campionato prevedeva che contassero solo i migliori 7 risultati dei primi 8 gran premi, e i migliori 7 degli ultimi 8. Nessuno dei tre piloti era messo nella condizione di dover scartare dei punti degli ultimi tre gran premi. Niki Lauda aveva già vinto in 5 occasioni, James Hunt aveva quattro vittorie, mentre Jody Scheckter solo una.
Lauda avrebbe vinto il mondiale se:
- avesse vinto;
- fosse giunto secondo con Hunt non vincente;
- fosse giunto terzo con Hunt non arrivato nei primi quattro;
- fosse giunto quarto con Hunt non arrivato nei primi cinque;
- fosse giunto quinto con Hunt fuori dalla zona dei punti e Scheckter che non vince.

### Analisi per il campionato costruttori
Anche la Scuderia Ferrari poteva già vincere la coppa riservata ai costruttori. Anche in questo caso il regolamento prevedeva che contassero solo i migliori 7 risultati delle ultime otto gare, e anche in questo caso nessuna delle tre case ancora in lizza (oltre alla Ferrari anche Tyrrell-Ford Cosworth e McLaren-Ford Cosworth) doveva scartare punti negli ultimi tre gran premi. Marcava punti solo la prima delle vetture al traguardo.
La Ferrari avrebbe vinto la sua coppa se:
- una sua vettura fosse giunta a podio;
- la sua prima vettura fosse giunta quarta, quinta o sesta con la Tyrrell e la McLaren non vincenti;
- oppure la Tyrrell non fosse giunta nei primi due posti e la McLaren non fosse stata vincente, indipendentemente dal risultato in gara della casa di Maranello.

### Aspetti tecnici
Il gran premio tornò dopo un anno di assenza. I piloti però si lamentarono delle condizioni del tracciato che presentava un asfalto in cattive condizioni e dei guard-rail non fissati in maniera sicura. Gli organizzatori però assicurarono che erano stati effettuati tutti i lavori richiesti dalla CSI.

### Aspetti sportivi
In luglio venne deciso di far slittare di una settimana il gran premio, previsto per il 26 settembre, che venne così fissato al 3 ottobre.
La Scuderia Ferrari rinunciò a iscrivere una terza vettura per il gran premio: così solo Lauda e Regazzoni vi presero parte, mentre Carlos Reutemann non venne più impiegato fino al termine della stagione. Larry Perkins, fino a quel momento al volante della Boro, passò alla Brabham, per prendere il posto di Rolf Stommelen. La Boro non fece più nessuna apparizione nel mondiale 1976.
Il neozelandese Chris Amon, dopo essere stato licenziato dall'Ensign all'indomani del Gran Premio di Germania per essersi rifiutato di prendere il via alla seconda partenza, dopo l'incidente di Niki Lauda, venne ingaggiato dalla Wolf-Williams. Per lui si trattava del quattordicesimo, e ultimo, costruttore diverso per il quale corse nel mondiale. Amon detiene così il record, ancora imbattuto, di pilota che è stato ingaggiato dal più alto numero di costruttori diversi per una gara del mondiale. Non si vide più invece Alessandro Pesenti-Rossi, così come continuò a mancare la RAM.

## Qualifiche

### Resoconto
Nella prima giornata di prove queste iniziarono con mezz'ora di ritardo, per consentire agli operai di terminare i lavori di miglioramento del tracciato. I piloti però erano ancora incerti in merito alla sicurezza, tanto che vi fu una riunione della commissione apposita composta da Niki Lauda, Jody Scheckter, Emerson Fittipaldi e Carlos Pace, che prese il posto di James Hunt.
Il miglior tempo venne fatto da Vittorio Brambilla su March in 1'13"333, nella seconda parte delle prove, davanti a Hunt (che aveva ottenuto il suo miglior tempo nella prima sessione) e Mario Andretti. Le Ferrari, dopo aver ottenuto tempi deludenti nella prima sessione, migliorarono nella seconda, con Regazzoni che chiuse col quinto tempo di giornata.
Chris Amon e Harald Ertl furono protagonisti di un incidente.
La McLaren mise in dubbio la regolarità della sistemazione del radiatore dell'olio sulla Ferrari 312 T2. I tecnici accertarono che tale sistemazione era contraria al regolamento, ma decisero di non eliminare dalla lista dei tempi le vetture di Maranello, considerando che tale soluzione non aveva dato loro nessun vantaggio. I radiatori vennero però modificati per il sabato.
Al sabato James Hunt conquistò la pole, la settima in stagione. Ronnie Peterson batté per pochi millesimi il compagno di scuderia Brambilla, conquistando così la prima fila. Lauda chiuse sesto. Amon ed Ertl, dopo l'incidente del venerdì, pur qualificati, non poterono proseguire in quanto infortunati. Ciò consentì a Guy Edwards e ad Arturo Merzario di scalare di una posizione in griglia. Otto Stuppacher, unico non qualificato, non venne invece ripescato, in quanto il suo tempo in prova era troppo lento, superiore al 110% di quello di Hunt.
Niki Lauda affermò dopo le qualifiche:

### Risultati
Nella sessione di qualifica si è avuta questa situazione:
| Pos | Nº | Pilota             | Costruttore                 | Tempo    | Griglia |
| --- | -- | ------------------ | --------------------------- | -------- | ------- |
| 1   | 11 | James Hunt         | McLaren-Ford Cosworth       | 1'12"389 | 1       |
| 2   | 10 | Ronnie Peterson    | March-Ford Cosworth         | 1'12"783 | 2       |
| 3   | 9  | Vittorio Brambilla | March-Ford Cosworth         | 1'12"799 | 3       |
| 4   | 4  | Patrick Depailler  | Tyrrell-Ford Cosworth       | 1'12"837 | 4       |
| 5   | 5  | Mario Andretti     | Lotus-Ford Cosworth         | 1'13"028 | 5       |
| 6   | 1  | Niki Lauda         | Ferrari                     | 1'13"060 | 6       |
| 7   | 3  | Jody Scheckter     | Tyrrell-Ford Cosworth       | 1'13"191 | 7       |
| 8   | 34 | Hans-Joachim Stuck | March-Ford Cosworth         | 1'13"322 | 8       |
| 9   | 26 | Jacques Laffite    | Ligier-Matra                | 1'13"425 | 9       |
| 10  | 8  | Carlos Pace        | Brabham-Alfa Romeo          | 1'13"438 | 10      |
| 11  | 12 | Jochen Mass        | McLaren-Ford Cosworth       | 1'13"439 | 11      |
| 12  | 2  | Clay Regazzoni     | Ferrari                     | 1'13"500 | 12      |
| 13  | 16 | Tom Pryce          | Shadow-Ford Cosworth        | 1'13"665 | 13      |
| 14  | 28 | John Watson        | Penske-Ford Cosworth        | 1'13"973 | 14      |
| 15  | 6  | Gunnar Nilsson     | Lotus-Ford Cosworth         | 1'14"397 | 15      |
| 16  | 22 | Jacky Ickx         | Ensign-Ford Cosworth        | 1'14"461 | 16      |
| 17  | 30 | Emerson Fittipaldi | Copersucar-Ford Cosworth    | 1'14"471 | 17      |
| 18  | 17 | Jean-Pierre Jarier | Shadow-Ford Cosworth        | 1'15"113 | 18      |
| 19  | 7  | Larry Perkins      | Brabham-Alfa Romeo          | 1'15"598 | 19      |
| 20  | 19 | Alan Jones         | Surtees-Ford Cosworth       | 1'15"652 | 20      |
| 21  | 38 | Henri Pescarolo    | Surtees-Ford Cosworth       | 1'15"846 | 21      |
| 22  | 18 | Brett Lunger       | Surtees-Ford Cosworth       | 1'16"201 | 22      |
| 23  | 24 | Harald Ertl        | Hesketh-Ford Cosworth       | 1'16"534 | NP      |
| 24  | 25 | Guy Edwards        | Hesketh-Ford Cosworth       | 1'17"217 | 23      |
| 25  | 20 | Arturo Merzario    | Wolf Williams-Ford Cosworth | 1'17"288 | 24      |
| 26  | 21 | Chris Amon         | Wolf Williams-Ford Cosworth | 1'18"202 | NP      |
| NQ  | 39 | Otto Stuppacher    | Tyrrell-Ford Cosworth       | 1'25"084 | NQ      |

## Gara

### Resoconto
La gara partì con tre quarti d'ora di ritardo per la necessità di mettere in sicurezza il tracciato, dopo i danni provocati da un incidente di una gara di Formula Ford, corsa poco prima.
Ronnie Peterson su March scattò bene al via prendendo la testa della gara, seguito da James Hunt, Patrick Depailler, Mario Andretti, Vittorio Brambilla, Jody Scheckter, Niki Lauda e Jochen Mass. Lo svedese era penalizzato da problemi ai freni che non gli consentirono di prendere vantaggio sugli inseguitori. Anche l'altro pilota della March, Brambilla, scontava un guasto, nel suo caso al cambio, che favorì il sorpasso di Scheckter al quarto giro.
Al nono passaggio Hunt sorpassò Peterson, mentre Lauda prese una posizione a vantaggio di Brambilla, passando sesto. Tre giri dopo Peterson venne passato anche da Depailler, e altri tre giri dopo lo svedese dovette dare strada anche ad Andretti e a Scheckter. Al giro 18 fu il turno di Niki Lauda nel passare il pilota della March. Ora la classifica vedeva in testa Hunt, seguito da Depailler, Andretti, Scheckter, Lauda, Peterson e Brambilla; il monzese però venne passato da Jochen Mass al giro 20.
Depailler si avvicinò a Hunt, ma l'inglese, sfruttando i doppiaggi, era capace di mantenere un certo vantaggio sul francese della Tyrrell. Più dietro Lauda venne limitato nella rincorsa alle posizioni di testa da un problema meccanico sulla sua vettura. Tra il 59º e il 60º giro l'austriaco dovette cedere ben tre posizioni, uscendo così dalla zona punti.
Negli ultimi giri anche Depailler subì una rottura nel sistema del carburante, che ne impediva di proseguire negli attacchi alla prima posizione di Hunt. Infatti la benzina era entrata nell'abitacolo e i suoi gas stavano stordendo Depailler. A pochi giri dal termine Pace attaccò Regazzoni per la quinta posizione, ma il ticinese con una dura manovra difensiva non fece passare il brasiliano.
Hunt conquistò la vittoria, con Depailler che giunto secondo venne estratto dall'abitacolo subito dopo il traguardo, quasi incosciente. Terzo fu Andretti. Lauda chiuse fuori dai punti, posizione di classifica che non gli permise di vincere matematicamente il mondiale.
Furono classificati all'arrivo venti piloti: un numero decisamente elevato per gli standard di quelle stagioni, quando l'affidabilità e la percentuale delle auto che concludevano la corsa era decisamente molto inferiore rispetto ai Campionati, dal 2010 in poi.

### Risultati
I risultati del gran premio sono i seguenti:
| Pos | No | Pilota             | Costruttore                 | Giri | Tempo/Ritiro        | Pos.Griglia | Punti |
| --- | -- | ------------------ | --------------------------- | ---- | ------------------- | ----------- | ----- |
| 1   | 11 | James Hunt         | McLaren-Ford Cosworth       | 80   | 1:40'09"626         | 1           | 9     |
| 2   | 4  | Patrick Depailler  | Tyrrell-Ford Cosworth       | 80   | + 6"331             | 4           | 6     |
| 3   | 5  | Mario Andretti     | Lotus-Ford Cosworth         | 80   | + 10"366            | 5           | 4     |
| 4   | 3  | Jody Scheckter     | Tyrrell-Ford Cosworth       | 80   | + 19"745            | 7           | 3     |
| 5   | 12 | Jochen Mass        | McLaren-Ford Cosworth       | 80   | + 41"811            | 11          | 2     |
| 6   | 2  | Clay Regazzoni     | Ferrari                     | 80   | + 46"256            | 12          | 1     |
| 7   | 8  | Carlos Pace        | Brabham-Alfa Romeo          | 80   | + 46"472            | 10          |       |
| 8   | 1  | Niki Lauda         | Ferrari                     | 80   | + 1'12"957          | 6           |       |
| 9   | 10 | Ronnie Peterson    | March-Ford Cosworth         | 79   | + 1 Giro            | 2           |       |
| 10  | 28 | John Watson        | Penske-Ford Cosworth        | 79   | + 1 Giro            | 14          |       |
| 11  | 16 | Tom Pryce          | Shadow-Ford Cosworth        | 79   | + 1 Giro            | 13          |       |
| 12  | 6  | Gunnar Nilsson     | Lotus-Ford Cosworth         | 79   | + 1 Giro            | 15          |       |
| 13  | 22 | Jacky Ickx         | Ensign-Ford Cosworth        | 79   | + 1 Giro            | 16          |       |
| 14  | 9  | Vittorio Brambilla | March-Ford Cosworth         | 79   | + 1 Giro            | 3           |       |
| 15  | 18 | Brett Lunger       | Surtees-Ford Cosworth       | 78   | + 2 Giri            | 22          |       |
| 16  | 19 | Alan Jones         | Surtees-Ford Cosworth       | 78   | + 2 Giri            | 20          |       |
| 17  | 7  | Larry Perkins      | Brabham-Alfa Romeo          | 78   | + 2 Giri            | 19          |       |
| 18  | 17 | Jean-Pierre Jarier | Shadow-Ford Cosworth        | 77   | + 3 Giri            | 18          |       |
| 19  | 38 | Henri Pescarolo    | Surtees-Ford Cosworth       | 77   | + 3 Giri            | 21          |       |
| 20  | 25 | Guy Edwards        | Hesketh-Ford Cosworth       | 75   | + 5 Giri            | 23          |       |
| Rit | 26 | Jacques Laffite    | Ligier-Matra                | 43   | Pressione dell'olio | 9           |       |
| Rit | 30 | Emerson Fittipaldi | Copersucar-Ford Cosworth    | 41   | Stanchezza          | 17          |       |
| Rit | 34 | Hans-Joachim Stuck | March-Ford Cosworth         | 36   | Tenuta di strada    | 8           |       |
| Rit | 20 | Arturo Merzario    | Wolf Williams-Ford Cosworth | 11   | Incidente           | 24          |       |
| NP  | 24 | Harald Ertl        | Hesketh-Ford Cosworth       |      |                     |             |       |
| NP  | 21 | Chris Amon         | Wolf Williams-Ford Cosworth |      |                     |             |       |
| NQ  | 39 | Otto Stuppacher    | Tyrrell-Ford Cosworth       |      |                     |             |       |

## Statistiche
Piloti
- 6ª vittoria per James Hunt
- 50º Gran Premio per James Hunt
- Ultimo Gran Premio per Chris Amon

Costruttori
- 20° vittoria per la McLaren

Motori
- 94° vittoria per il motore Ford Cosworth

Giri al comando
- Ronnie Peterson (1-8)
- James Hunt (9-80)

## Classifiche

### Piloti
| Pos | Pilota             | Punti |
| --- | ------------------ | ----- |
| 1   | Niki Lauda         | 64    |
| 2   | James Hunt         | 56    |
| 3   | Jody Scheckter     | 43    |
| 4   | Patrick Depailler  | 33    |
| 5   | Clay Regazzoni     | 29    |
| 6   | Jacques Laffite    | 20    |
| 7   | John Watson        | 19    |
| 8   | Jochen Mass        | 16    |
| 9   | Mario Andretti     | 13    |
| 10  | Ronnie Peterson    | 10    |
| 11  | Gunnar Nilsson     | 10    |
| 12  | Tom Pryce          | 10    |
| 13  | Carlos Pace        | 7     |
| 14  | Hans-Joachim Stuck | 6     |
| 15  | Alan Jones         | 4     |
| 16  | Carlos Reutemann   | 3     |
| 17  | Emerson Fittipaldi | 3     |
| 18  | Chris Amon         | 2     |
| 19  | Vittorio Brambilla | 1     |
| 20  | Rolf Stommelen     | 1     |

### Costruttori
| Pos | Costruttore              | Punti |
| --- | ------------------------ | ----- |
| 1   | Ferrari                  | 77    |
| 2   | McLaren -Ford Cosworth   | 61    |
| 3   | Tyrrell-Ford Cosworth    | 59    |
| 4   | Ligier-Matra             | 20    |
| 5   | Lotus-Ford Cosworth      | 20    |
| 6   | Penske-Ford Cosworth     | 19    |
| 7   | March-Ford Cosworth      | 17    |
| 8   | Shadow-Ford Cosworth     | 10    |
| 9   | Brabham-Alfa Romeo       | 9     |
| 10  | Surtees-Ford Cosworth    | 4     |
| 11  | Copersucar-Ford Cosworth | 3     |
| 12  | Ensign-Ford Cosworth     | 2     |
| 13  | Parnelli-Ford Cosworth   | 1     |